# Dengfeng
Dengfeng  (in cinese 登封S, DēngfēngP) è una città-contea nella prefettura di Zhengzhou, nella provincia cinese dell'Henan.  Nei secoli passati era conosciuta come Yangcheng.

## Collocazione geografica
Ha un'area di 1220 km² e una popolazione di 630 000 abitanti.
Dangfeng si trova ai piedi del Monte Song, una delle montagne più sacre della Cina. La città è uno dei centri spirituali più noti del paese, sede di vari istituti religiosi e templi, come il tempio taoista Zhongyue, il tempio buddhista Shàolín-sì, e l'accademia confuciana Songyang; da questa concentrazione deriva la denominazione poetica, nella letteratura cinese, di "centro (spirituale) del cielo e della terra".

## Storia
Yangcheng fu la prima capitale dinastia Xia, costruita a ovest di Gaocheng, sul fiume Yin.

## Patrimonio dell'umanità
Il 2 agosto 2010 l'UNESCO ha inserito alcuni dei più noti monumenti di Dengfeng nella Lista dei patrimoni dell'umanità con la dicitura di Monumenti storici di Dengfeng. La lista comprende:
- Osservatorio astronomico di Gaocheng
- Tempio di Huishan
- Le porte di Qimu Que
- Il monastero Shaolin e la sua foresta
- le porte di Shaoshi Que
- L'Accademia Songyang
- la pagoda del tempio Songyue
- Le porte di Taishi Que
- Il tempio Zhongyue

## Infrastrutture e trasporti
La città è raggiungibile con l'autostrada 207.